# Physical Attraction
Physical Attraction è un singolo della cantante americana Madonna, pubblicato il 9 marzo 1983 come doppio lato a insieme a Burning Up e inserito poi nell'album di debutto Madonna.

## Tracce
- 12"[1]

1. "Burning Up" (12" version) – 5:56
2. "Physical Attraction" (LP version) – 6:35

- EU 7"[2]

1. "Burning Up" (7" version) – 3:50
2. "Physical Attraction" (7" version) – 3:57

- AUS 7"[3]

1. "Burning Up" (alternate LP version) – 4:45
2. "Physical Attraction" (7" version) – 6:35

- EU CD (1995)[4]

1. "Burning Up" (12" version) – 5:56
2. "Physical Attraction" (LP version) – 6:35

- Singolo digitale (2023)[5]

1. "Burning Up" – 3:46
2. "Burning Up" (7" edit) – 3:52
3. "Burning Up" (12" mix) – 6:00
4. "Physical Attraction" (7" edit) – 3:58
5. "Physical Attraction" – 6:40

## Classifiche
| Classifica (1983-84)            | Posizione massima |
| ------------------------------- | ----------------- |
| Australia (Kent Music Report)   | 13                |
| US Dance Club Songs (Billboard) | 3                 |